# 2006 en fantasy
| Années de la fantasy : 2003 - 2004 - 2005 - 2006 - 2007 - 2008 - 2009    |
| Décennies de la fantasy : 1970 - 1980 - 1990 - 2000 - 2010 - 2020 - 2030 |

L'année 2006 a été marquée, en matière de fantasy, par les événements suivants.

## Naissances et décès

### Décès
- 28 juillet : David Gemmell, écrivain britannique, mort à 57 ans.

## Romans - Recueils de nouvelles ou anthologies - Nouvelles
- 23 février : publication de la traduction en français de L'Aîné
- Avril : publication en avril en version original anglaise de Horus Rising de Dan Abnett, lançant ainsi l'Hérésie d'Horus, une des sagas les plus denses de tout le genre de la space fantasy ; la traduction en français est publiée en juin suivant sous le titre L'ascension d'Horus.